# Ekozgradba
Ekozgradba (tudi Ekološka oziroma Okolju prijazna zgradba) je objekt, ki s svojo obliko, lastnostmi, uporabljeno tehnologijo in materiali skuša kar najmanj škoditi svoji okolici.
Statistično gledano je največ ekoloških zgradb v Skandinaviji, Združenem kraljestvu in v Severni Ameriki.
Pri načrtovanju ekozgradbe je pomembno, da upoštevamo klimatske razmere v okolju in načrte v skladu s tem ustrezno preoblikujemo. Ekozgradba iz hladnega podnebja bi bila v vročem podnebju popolnoma neprimerna, saj bi bilo treba zgradbo hladiti. Obratno bi bila ekozgradba iz vročega podnebja neprimerna v hladnem podnebju, saj bi jo bilo treba ogrevati.